# Застава Холандије
Застава Холандије се састоји из три хоризонтална поља црвене (горње), беле (средње) и плаве (доње) боје. Слична њој је и застава Луксембурга, Парагваја, као и застава Хрватске.
Историјски, прва застава коришћена за јединствено подручје Ниских Земаља била је застава Бургундије. Од времена револуције (види Историја Холандије) коришћена је застава наранџасте, беле и плаве боје у различитим варијацијама. Најчешћи облик је био хоризонтална тробојка, с тим што је данашње црвено поље било наранџасто. Овај прелаз ка црвеној боји одиграо се постепено током XVII и XVIII века, из не сасвим јасних разлога, али вероватно практичних.
Застава Холандије је најстарија тробојка која је још увек у званичној употреби.